# Derschawinsk
Derschawinsk (kasachisch und russisch Державинск) ist eine Stadt in Kasachstan.

## Geografische Lage
Die Stadt befindet sich an den Ufern des Ischim im zentralen Norden Kasachstans. Sie ist das Zentrum des Bezirkes Scharqajyng im Gebiet Aqmola.

## Geschichte
1966 bekam Derschawinsk die Stadtrechte verliehen. Von 1966 bis 1996 war dort die 38. Raketendivision der Strategischen Raketentruppen der Sowjetunion mit 52 Silos für die ballistische Interkontinentalrakete R-36M stationiert, was dazu führte, dass Derschawinsk auf sowjetischen Karten nicht verzeichnet worden war.

## Bevölkerung
Derschawinsk hat rund 5800 Einwohner.
| Einwohnerentwicklung | Einwohnerentwicklung | Einwohnerentwicklung | Einwohnerentwicklung | Einwohnerentwicklung | Einwohnerentwicklung |
| 1959                 | 1970                 | 1979                 | 1989                 | 1999                 | 2009                 |
| -------------------- | -------------------- | -------------------- | -------------------- | -------------------- | -------------------- |
| 3.093                | 22.149               | 14.748               | 15.185               | 7.869                | 6.309                |

## Verkehr
Die Stadt liegt an der Eisenbahnstrecke Jessil – Arqalyq. Durch die Stadt verläuft die Fernstraße A16, die im zentralkasachischen Schesqasghan ihren Anfang hat und nach Petropawlowsk im Norden führt.